# 山梨県道117号小瀬スポーツ公園線

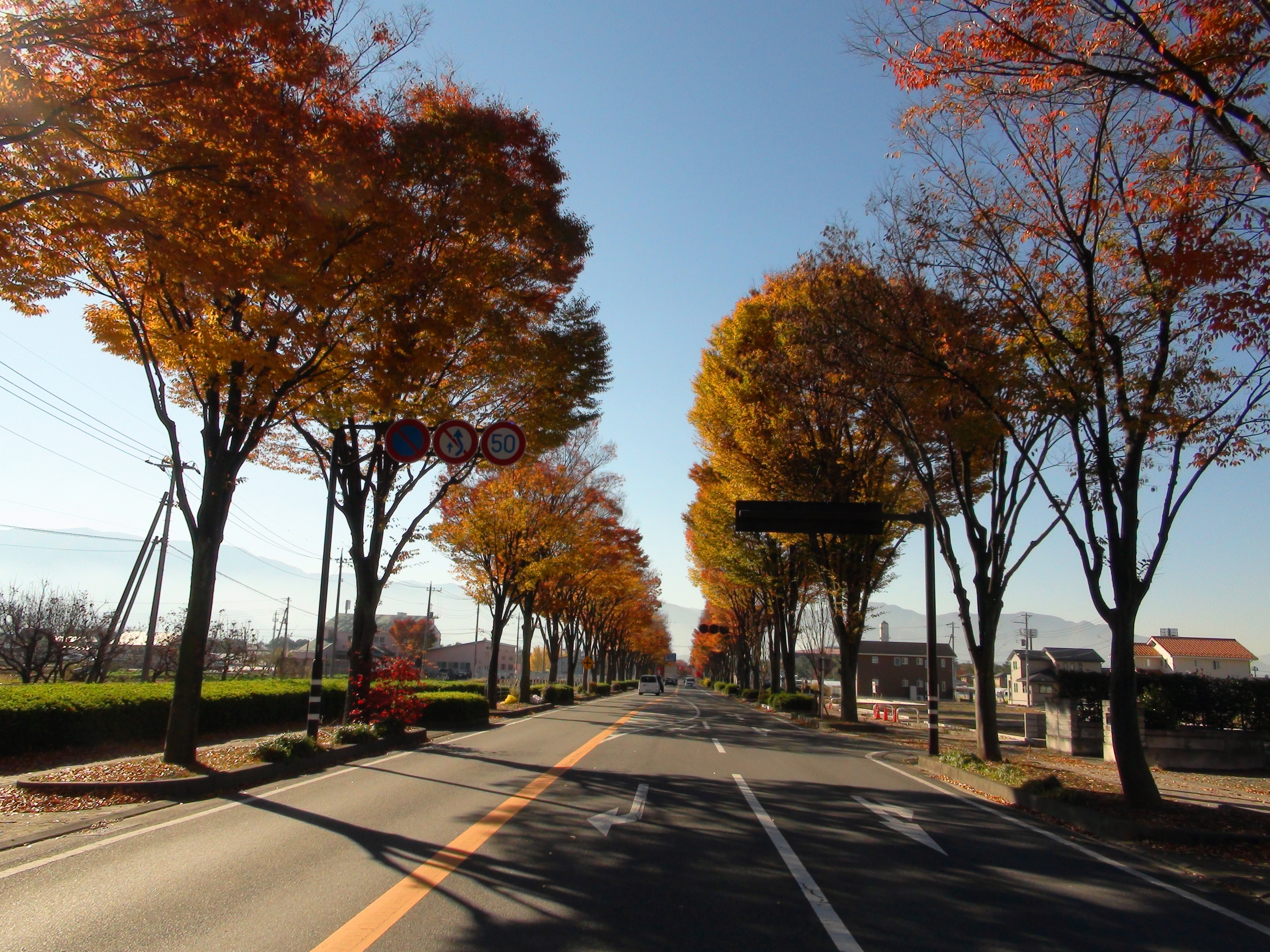
山梨県道117号小瀬スポーツ公園線

山梨県道117号小瀬スポーツ公園線（やまなしけんどう117ごう こせスポーツこうえんせん）は、山梨県甲府市の小瀬スポーツ公園と国道20号を結ぶ一般県道である。けやき通りとも呼ばれる。

## 概要

### 路線データ
- 起点：山梨県甲府市小瀬町（小瀬スポーツ公園前交差点）
- 終点：山梨県甲府市上町（小瀬スポーツ公園入口交差点＝国道20号交点）

## 通過する自治体
- 山梨県甲府市

## 交差・接続する道路
- 国道20号甲府バイパス（小瀬スポーツ公園入口交差点）

## 別名
- けやき通り（甲府市）